# جاست دانس 3
جاست دانس 3 (بالإنجليزية: Just Dance 3)‏ ، هي لعبة فيديو من نوع الرقص ، أنتجت عام 2011م ، وتعمل على أنظمة التشغيل كل من بلاي ستيشن 3 و إكس بوكس 360 و نينتندو وي ، وهي الجزء الثالث من السلسلة الرئيسية للعبة جاست دانس.